# Иупут I
Иупут I (829—804 до н. э) — древнеегипетский фараон, соправитель своего отца Петубастиса I, представитель XXIII династии.

## Биография
Точные сроки правления неизвестны. Предположительно, начал править вместе с отцом в 815 году до н. э. или в последние годы правления отца. Один источник указывает годы правления как 816—800 до н. э. Наиболее поздний известный год правления — двенадцатый — высечен в надписи на крыше храм Хонсу в Карнаке. Девятый год также отмечен на крыше храма. Расшифровка записей выполнена и опубликована Хелен Джекет-Гордон в 2003 году.